# Georgette Lamoureux
Pour les articles homonymes, voir Lamoureux.
Georgette Lamoureux, née le 30 octobre 1910 à Ottawa et morte le 28 juillet 1995, est une personnalité franco-ontarienne, écrivaine, historienne, journaliste, conférencière, membre de sociétés savantes et fonctionnaire dans plusieurs services diplomatiques canadiens à travers le monde.

## Jeunesse
Elle est la fille de Phydime Lamoureux (1885-1967) et de Bernadette Simard (1886-1963). Elle est mariée en secondes noces à Jean Bériault en 1926. Ses parents possédaient une épicerie sur la rue Garland dans le centre d'Ottawa. Sa famille faisait partie d'une élite en développement dans la communauté, ce qui lui a permis, ainsi qu'à sa sœur Yvette, d'avoir accès à une meilleure éducation.
Georgette Lamoureux a passé ses premières années à Sœurs de la Charité, c’est-à-dire au Pensionnat Notre-Dame-du-Sacré-Cœur. Elle a ensuite étudié à l'Université d'Ottawa où elle a appris les langues vivantes notamment l'allemand, l'anglais et l'espagnol.

## Carrière internationale
Après la Seconde Guerre mondiale, Georgette Lamoureux entre au ministère des Affaires extérieures de 1945 à 1964. Elle travaillera dans les services diplomatiques aux ambassades canadiennes à Cuba, au Chili, en France, en Autriche et au Japon. Elle participa à plusieurs délégations diplomatiques canadiennes dans le cadre des missions de l'Unesco. C'est là qu'elle trouve l'inspiration pour écrire certaines de ses œuvres, notamment Visage de la Havane (1962) et Visage du Japon (1969).

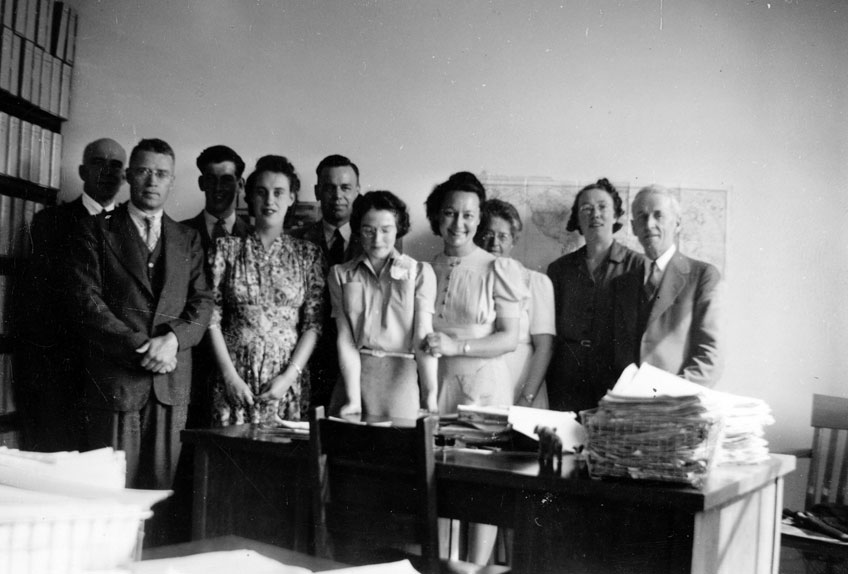
Georgette Lamoureux au centre, tenant le bras d’une collègue avec le personnel de l’Ambassade du Canada

## Activités culturelles
Georgette Lamoureux participe à la fondation de la Société des écrivains canadiens dont elle devient directrice (1990). Elle est active au sein de plusieurs organismes tels que la Société d’histoire et de généalogie d’Ottawa, l’Alliance française d’Ottawa, l’Association française des écrivains d’outre-mer, le Cercle des femmes journalistes et le Musée Bytown. Entre les années 1973 à 1975, elle est présidente générale de la Société d’étude et de conférences, à Ottawa.

## Conférencière et journaliste
Georgette Lamoureux est également conférencière. Elle est invitée par de nombreux organismes canadiens. Elle collabore à plusieurs émissions de la Société Radio-Canada pour parler de l'histoire d'Ottawa et de sa communauté francophone. Elle collabore au journal Le Droit et au journal communautaire mage d'Ottawa.

## Travaux et publications
- Visage de la Havane, 1962;
- Visage du Japon, 1969;
- Bytown et ses pionniers canadiens-français, 1978 (vol. 1);
- Ottawa 1855-1876 et sa population canadienne-française, 1980 (vol. 2);
- Histoire d'Ottawa - Ottawa et sa population canadienne-française, 1876-1899, 1982 (vol. 3);
- Histoire d'Ottawa - Ottawa et sa population canadienne-française, 1900-1926, 1984 (vol. 4);
- Histoire d'Ottawa - Ottawa et sa population canadienne-française, 1926-1950, 1989 (vol. 5).

## Distinctions
Pour ses livres et articles parus dans Le Droit, Lamoureux obtient plusieurs prix:
- Prix «Lescarbot», 1992 ;
- Prix «Docteur Major», 1990 ;
- Prix littéraire de la Municipalité régionale d'Ottawa-Carleton, 1983 ;
- Prix de la Ottawa Historical Society[3].
- Prix littéraire Le Droit en Fiction, 1986[4]